# TeXShop
Chronologie des versions
4.01
TeXShop est un éditeur TeX pour Mac OS X.